# Nati nel 1991/Febbraio
| Questa pagina contiene informazioni ricavate automaticamente dalle voci biografiche con l'ausilio del template Bio e di un bot. L'aggiornamento è periodico e automatico e ricostruisce completamente la pagina. Se manca una persona in questa lista, sei pregato di non aggiungerla, ma accertati piuttosto che la sua voce biografica contenga il template Bio e che i dati anagrafici siano correttamente compilati. Se il template Bio manca, inseriscilo tu stesso o, in alternativa, metti l'avviso {{tmp\|Bio}} che ne segnala la mancanza. Se i dati riportati sono sbagliati, correggi direttamente la voce biografica; le modifiche saranno visibili in questa lista entro pochi giorni. Per chiarimenti vedi il progetto biografie. La lista contiene solo le 530 persone che sono citate nell'enciclopedia e per le quali è stato implementato correttamente il template Bio. Pagina aggiornata al 26 lug 2025. |

- 1º febbraio - Eleonora Bussu, ex calciatrice italiana
- 1º febbraio - Luca Caldirola, calciatore italiano
- 1º febbraio - Rogério Conceição do Rosário, calciatore brasiliano
- 1º febbraio - Asauhn Dixon-Tatum, cestista statunitense
- 1º febbraio - Faouzi Ghoulam, calciatore francese
- 1º febbraio - Han Myeong-mok, sollevatore sudcoreano
- 1º febbraio - Alessio Iovine, ex calciatore italiano
- 1º febbraio - Adisak Kraisorn, calciatore thailandese
- 1º febbraio - Andrėj Lebedzeŭ, calciatore bielorusso
- 1º febbraio - Ria Mae, cantante canadese
- 1º febbraio - Paolo Montesano, ex pallamanista italiano
- 1º febbraio - Carlos Orrantia, calciatore messicano
- 1º febbraio - Opa Sanganté, calciatore guineense
- 1º febbraio - Luca Solesin, attore italiano
- 1º febbraio - Nelino Tapia, ex calciatore colombiano
- 1º febbraio - Jasmine Tookes, supermodella statunitense
- 1º febbraio - Mélissa Voutaz, ex sciatrice alpina svizzera
- 1º febbraio - Egon Vůch, calciatore ceco
- 1º febbraio - Kayvon Webster, giocatore di football americano statunitense
- 2 febbraio - C.J. Anderson, ex giocatore di football americano statunitense
- 2 febbraio - Chris Baker, altista britannico
- 2 febbraio - Gaëtan Bussmann, calciatore francese
- 2 febbraio - Valentino Campitelli, attore italiano
- 2 febbraio - Thepphithak Chindavong, ex nuotatore laotiano
- 2 febbraio - Tina Dalakishvili, attrice e modella georgiana
- 2 febbraio - Nathan Delfouneso, calciatore inglese
- 2 febbraio - Kiko Femenía, calciatore spagnolo
- 2 febbraio - Joachim Hauer, ex saltatore con gli sci norvegese
- 2 febbraio - Conor Hourihane, ex calciatore irlandese
- 2 febbraio - Santi Jara, calciatore spagnolo
- 2 febbraio - Jérémy Jaunin, cestista svizzero
- 2 febbraio - Maurice Kemp, cestista statunitense
- 2 febbraio - Gregory Mertens, calciatore belga († 2015)
- 2 febbraio - Christopher Munthali, calciatore zambiano
- 2 febbraio - Cristian Rizzo, giocatore di calcio a 5 italiano
- 2 febbraio - Megan Romano, nuotatrice statunitense
- 2 febbraio - Zhong Tianshi, pistard cinese
- 2 febbraio - Johann van Zyl, ex ciclista su strada sudafricano
- 3 febbraio - Alan Alegre, calciatore argentino
- 3 febbraio - Živko Atanasov, calciatore bulgaro
- 3 febbraio - Hrvoje Barišić, calciatore croato
- 3 febbraio - Kevin Behrens, calciatore tedesco
- 3 febbraio - Willy Boly, calciatore francese
- 3 febbraio - Maxime Bourgeois, calciatore francese
- 3 febbraio - Riccardo Brosco, calciatore italiano
- 3 febbraio - Elena Curtoni, sciatrice alpina italiana
- 3 febbraio - Gavin Escobar, giocatore di football americano statunitense († 2022)
- 3 febbraio - Ilaria Galbusera, pallavolista italiana
- 3 febbraio - Stefan Hierländer, calciatore austriaco
- 3 febbraio - Nikola Hofmanová, ex tennista ceca
- 3 febbraio - Erik Kynard, altista statunitense
- 3 febbraio - Viktor Noring, ex calciatore svedese
- 3 febbraio - Peter Pawlett, calciatore scozzese
- 3 febbraio - Pedro Perlaza, calciatore ecuadoriano
- 3 febbraio - Adrian Quaife-Hobbs, pilota automobilistico britannico
- 3 febbraio - Lima Sopoaga, rugbista a 15 neozelandese
- 3 febbraio - Tristan Spurlock, cestista statunitense
- 4 febbraio - Hassan Abu Zaid, ex calciatore israeliano
- 4 febbraio - Fred Evans, pugile gallese
- 4 febbraio - Seray Kaya, attrice turca
- 4 febbraio - Mathew Leckie, calciatore australiano
- 4 febbraio - Carolina Marcialis, pallanuotista italiana
- 4 febbraio - Leonardo Melazzi, calciatore uruguaiano
- 4 febbraio - Zvonko Pamić, calciatore croato
- 4 febbraio - Reggie Lambe, calciatore bermudiano
- 4 febbraio - Aya Ōmasa, attrice e modella giapponese
- 5 febbraio - Johan Arango, calciatore colombiano
- 5 febbraio - Nabil Bahoui, calciatore svedese
- 5 febbraio - Kelvin Benjamin, giocatore di football americano statunitense
- 5 febbraio - Henriette Confurius, attrice tedesca
- 5 febbraio - János Eilingsfeld, cestista ungherese
- 5 febbraio - Takashi Etō, altista giapponese
- 5 febbraio - Philipp Huspek, calciatore austriaco
- 5 febbraio - Anthony McGill, giocatore di snooker scozzese
- 5 febbraio - Loris Néry, ex calciatore francese
- 5 febbraio - Adnan Orahovac, calciatore montenegrino
- 5 febbraio - Alba Riquelme, modella paraguaiana
- 5 febbraio - Terrence Ross, ex cestista statunitense
- 5 febbraio - Anthony Sauthier, calciatore svizzero
- 5 febbraio - Brennan Williams, wrestler e ex giocatore di football americano statunitense
- 5 febbraio - Anda, cantante sudcoreana
- 6 febbraio - Poliana Barbosa Medeiros, calciatrice brasiliana
- 6 febbraio - Riccardo Bugari, pattinatore di velocità in-line e pattinatore di velocità su ghiaccio italiano
- 6 febbraio - Massimiliano Ferraro, velocista italiano
- 6 febbraio - Maxi Iglesias, attore e modello spagnolo
- 6 febbraio - Yashir Islame, calciatore cileno
- 6 febbraio - Aleksandar Katai, calciatore serbo
- 6 febbraio - Thomas McNamara, calciatore statunitense
- 6 febbraio - Serkan Menteşe, cestista turco
- 6 febbraio - Gledi Mici, calciatore albanese
- 6 febbraio - Oliver Petrak, calciatore croato
- 6 febbraio - Santiago Scala, cestista argentino
- 6 febbraio - Andrea Tonoli, compositore, pianista e polistrumentista italiano
- 6 febbraio - Lukas Van Eenoo, calciatore belga
- 6 febbraio - Lucas Veronese, ex calciatore francese
- 6 febbraio - Eva Wacanno, ex tennista olandese
- 6 febbraio - Carina Wenninger, calciatrice austriaca
- 6 febbraio - Michael Wenzl, ex cestista tedesco
- 6 febbraio - Zhang Mengxue, tiratrice a segno cinese
- 6 febbraio - Perica Šare, calciatore croato
- 7 febbraio - Raihan Rahman, calciatore singaporiano
- 7 febbraio - Sargon Abraham, calciatore e giocatore di calcio a 5 svedese
- 7 febbraio - Ian Boswell, ciclista su strada statunitense
- 7 febbraio - Samir Bousenine, ex calciatore andorrano
- 7 febbraio - Natalija Dovhod'ko, canottiera ucraina
- 7 febbraio - Peter Ishiodu, ex cestista, allenatore di pallacanestro e arbitro di pallacanestro svizzero
- 7 febbraio - Francesca Lollobrigida, pattinatrice di velocità su ghiaccio italiana
- 7 febbraio - Marko Milošević, calciatore serbo
- 7 febbraio - Ryan O'Reilly, hockeista su ghiaccio canadese
- 7 febbraio - Moses Ogbu, calciatore nigeriano
- 7 febbraio - Federico Platero, calciatore uruguaiano
- 7 febbraio - Babyface Ray, rapper statunitense
- 7 febbraio - Wanderson Santos Pereira, calciatore brasiliano
- 7 febbraio - Rachel Sibner, attrice statunitense
- 7 febbraio - Aleksandra Sikora, ex calciatrice polacca
- 7 febbraio - Ovie Soko, cestista britannico
- 7 febbraio - Serkay Tütüncü, attore turco
- 7 febbraio - Markus Wheaton, giocatore di football americano statunitense
- 7 febbraio - Matthew Wright, cestista canadese
- 7 febbraio - Angelina Žuk-Krasnova, astista russa
- 8 febbraio - Will Cherry, cestista statunitense
- 8 febbraio - Genzebe Dibaba, maratoneta e mezzofondista etiope
- 8 febbraio - Alberto Espínola, calciatore paraguaiano
- 8 febbraio - Daniel Febles, calciatore venezuelano
- 8 febbraio - Facundo Guichón, calciatore uruguaiano
- 8 febbraio - Jordan Hill, giocatore di football americano statunitense
- 8 febbraio - Wahbi Khazri, calciatore francese
- 8 febbraio - Philippe Koch, ex calciatore svizzero
- 8 febbraio - Michael Lang, ex calciatore svizzero
- 8 febbraio - Islam Magomedov, lottatore russo
- 8 febbraio - Victor Malmström, ex sciatore alpino finlandese
- 8 febbraio - Nam Woo-hyun, cantante e attore sudcoreano
- 8 febbraio - Alex Okafor, giocatore di football americano statunitense
- 8 febbraio - Pak Yong-mi, lottatrice nordcoreana
- 8 febbraio - Kim Polling, judoka olandese
- 8 febbraio - Ri Yong-jik, calciatore nordcoreano
- 8 febbraio - Philemon Rono, maratoneta keniota
- 8 febbraio - Roberto Soriano, calciatore italiano
- 8 febbraio - Aristeidīs Soïledīs, ex calciatore greco
- 9 febbraio - Alice Finot, mezzofondista e siepista francese
- 9 febbraio - Rebecca Gunnarstedt, ex sciatrice alpina svedese
- 9 febbraio - Florian Jozefzoon, calciatore olandese
- 9 febbraio - Dane Kelly, calciatore giamaicano
- 9 febbraio - Yaudel Lahera, calciatore cubano
- 9 febbraio - Logan Ryan, ex giocatore di football americano statunitense
- 9 febbraio - Ashtone Morgan, ex calciatore canadese
- 9 febbraio - Rilwan Olanrewaju Hassan, calciatore nigeriano
- 9 febbraio - Mirko Opazo, calciatore cileno
- 9 febbraio - Nurislam Sanayev, lottatore kazako
- 9 febbraio - Almuth Schult, ex calciatrice tedesca
- 9 febbraio - Fabian Serrarens, calciatore olandese
- 9 febbraio - Bergson da Silva, calciatore brasiliano
- 9 febbraio - Marco Stiepermann, calciatore tedesco
- 9 febbraio - Sun Jie, calciatore cinese
- 9 febbraio - Georg Teigl, calciatore austriaco
- 10 febbraio - Illja Aleksievič, calciatore bielorusso
- 10 febbraio - Rebecca Dempster, calciatrice scozzese
- 10 febbraio - Martina Di Giuseppe, ex tennista italiana
- 10 febbraio - Ramon Galloway, cestista statunitense
- 10 febbraio - Chrīstos Gromītsarīs, calciatore greco
- 10 febbraio - Giōrgos Koutroumpīs, calciatore greco
- 10 febbraio - Tauraa Marmouyet, calciatore francese
- 10 febbraio - Thomas Monconduit, calciatore francese
- 10 febbraio - David Nesbitt, cestista bahamense
- 10 febbraio - João Ortiz, calciatore cileno
- 10 febbraio - Marvin Peersman, calciatore belga
- 10 febbraio - Sumedha Ranasinghe, giavellottista singalese
- 10 febbraio - Emma Roberts, attrice statunitense
- 10 febbraio - Florian Schabereiter, ex saltatore con gli sci austriaco
- 10 febbraio - Václav Vašíček, calciatore ceco
- 10 febbraio - Lauren Whyte, pallavolista statunitense
- 10 febbraio - Nuno da Costa, calciatore capoverdiano
- 11 febbraio - Hilal Altınbilek, attrice e modella turca
- 11 febbraio - Darwin Andrade, calciatore colombiano
- 11 febbraio - Stepan Andrjukov, pallanuotista russo
- 11 febbraio - Vitalis Chikoko, cestista zimbabwese
- 11 febbraio - Lauren Cook, pallavolista statunitense
- 11 febbraio - Guillermo Ferracuti, calciatore argentino
- 11 febbraio - Jordan Forsythe, calciatore nordirlandese
- 11 febbraio - Kate French, ex pentatleta britannica
- 11 febbraio - Dmitrij Kokarev, nuotatore russo
- 11 febbraio - Laurent Duvernay-Tardif, giocatore di football americano canadese
- 11 febbraio - Juho Lähde, ex calciatore finlandese
- 11 febbraio - Georgia May Foote, attrice britannica
- 11 febbraio - Nikola Mirotić, cestista montenegrino
- 11 febbraio - Jari Monferone, ex hockeista su ghiaccio italiano
- 11 febbraio - Takahito Mura, ex pattinatore artistico su ghiaccio giapponese
- 11 febbraio - Nazrul Nazari, calciatore singaporiano
- 11 febbraio - Edson Ndoniema, ex cestista angolano
- 11 febbraio - Jake Odum, allenatore di pallacanestro e ex cestista statunitense
- 11 febbraio - Milan Pavlović, giocatore di football americano serbo
- 11 febbraio - Nicola Pesaresi, pallavolista italiano
- 11 febbraio - Óscar Plano, calciatore spagnolo
- 11 febbraio - D.J. Richardson, ex cestista statunitense
- 11 febbraio - Seo Eun-woo, attrice sudcoreana
- 11 febbraio - Shanina Shaik, supermodella australiana
- 11 febbraio - Adrian Stoian, ex calciatore rumeno
- 11 febbraio - Yannis Tafer, calciatore algerino
- 11 febbraio - Sebastián Velásquez, calciatore colombiano
- 11 febbraio - Zhang Yichan, pallavolista cinese
- 12 febbraio - Akhmed Aibuev, lottatore russo
- 12 febbraio - Simone Antonini, ex ciclista su strada italiano
- 12 febbraio - Hakeem Araba, ex calciatore inglese
- 12 febbraio - Tanaya Beatty, attrice canadese
- 12 febbraio - Anthony Canty, ex cestista tedesco
- 12 febbraio - Luis Leandro Castillo, ex calciatore argentino
- 12 febbraio - Aaron Craft, ex cestista statunitense
- 12 febbraio - Joris Daudet, ciclista di BMX francese
- 12 febbraio - Jean-Marc Doussain, rugbista a 15 francese
- 12 febbraio - Martine Grael, velista brasiliana
- 12 febbraio - Manuel Gulde, calciatore tedesco
- 12 febbraio - Ragnhild Haga, fondista norvegese
- 12 febbraio - Faisal bin Hamad Al Khalifa, nobile bahreinita († 2006)
- 12 febbraio - Patrick Herrmann, ex calciatore tedesco
- 12 febbraio - DeVonte Holloman, giocatore di football americano statunitense
- 12 febbraio - Lea Jagodič, ex cestista slovena
- 12 febbraio - Alexander Lindqvist, cestista svedese
- 12 febbraio - Masked Wolf, rapper australiano
- 12 febbraio - Vuk Mitošević, ex calciatore serbo
- 12 febbraio - Earvin N'Gapeth, pallavolista francese
- 12 febbraio - Chad Posthumus, cestista canadese († 2024)
- 12 febbraio - Sara Renda, ballerina italiana
- 12 febbraio - Sarah Scherer, tiratrice a segno statunitense
- 12 febbraio - Michael Schimpelsberger, calciatore austriaco
- 12 febbraio - Pietro Strafforello, pallanuotista italiano
- 12 febbraio - Bart Swings, pattinatore di velocità su ghiaccio e pattinatore di velocità in-line belga
- 12 febbraio - Lucas Trecarichi, ex calciatore argentino
- 12 febbraio - J.C. Tretter, ex giocatore di football americano statunitense
- 12 febbraio - Jeff Tuel, giocatore di football americano statunitense
- 12 febbraio - Rukiye Yıldırım, taekwondoka turca
- 13 febbraio - Siniša Babić, calciatore serbo
- 13 febbraio - Milan Ferenčík, calciatore slovacco
- 13 febbraio - Declan Gallagher, calciatore scozzese
- 13 febbraio - Andrea Iannicelli, cestista italiano
- 13 febbraio - Pontus Jansson, calciatore svedese
- 13 febbraio - Emrah Klimenta, calciatore montenegrino
- 13 febbraio - Marinus Kraus, saltatore con gli sci e ex combinatista nordico tedesco
- 13 febbraio - Eliaquim Mangala, calciatore francese
- 13 febbraio - Edgar Rivera, altista messicano
- 13 febbraio - Howard Sant-Roos, cestista cubano
- 13 febbraio - Jason Silva, calciatore cileno
- 13 febbraio - Luke Voit, giocatore di baseball statunitense
- 14 febbraio - Kelsey Barlow, cestista statunitense
- 14 febbraio - Orlando Berrío, calciatore colombiano
- 14 febbraio - Joshua Díaz, ex calciatore costaricano
- 14 febbraio - Karol G, cantautrice colombiana
- 14 febbraio - Andrius Gudžius, discobolo lituano
- 14 febbraio - Anna Kiesenhofer, ciclista su strada austriaca
- 14 febbraio - Saulius Kulvietis, cestista lituano
- 14 febbraio - Dillon Powers, calciatore statunitense
- 14 febbraio - Karl Sheppard, ex calciatore irlandese
- 14 febbraio - Guillaume Van Keirsbulck, ex ciclista su strada belga
- 14 febbraio - Josh Wells, giocatore di football americano statunitense
- 14 febbraio - J.J. Wilcox, giocatore di football americano statunitense
- 14 febbraio - Michaela Čulová, ex calciatrice ceca
- 15 febbraio - Patrick Bevin, ex ciclista su strada e pistard neozelandese
- 15 febbraio - Maruv, cantante, compositrice e produttrice discografica ucraina
- 15 febbraio - Stefan Bukorac, calciatore serbo
- 15 febbraio - Simone Centanni, cestista italiano
- 15 febbraio - Mickaël Facchinetti, calciatore svizzero
- 15 febbraio - Kyle Hutton, calciatore scozzese
- 15 febbraio - Yu Nakajima, speedcuber giapponese
- 15 febbraio - Jérémy Nzeulie, cestista francese
- 15 febbraio - Oliver Práznovský, calciatore slovacco
- 15 febbraio - Jana Raman, cestista belga
- 15 febbraio - Kenti Robles, calciatrice messicana
- 15 febbraio - Babacar Sarr, ex calciatore senegalese
- 15 febbraio - Ángel Sepúlveda, calciatore messicano
- 15 febbraio - Rich Swann, wrestler statunitense
- 15 febbraio - Panagiōtīs Tachtsidīs, calciatore greco
- 15 febbraio - Kenny Vaccaro, giocatore di football americano statunitense
- 15 febbraio - Guillermo de los Santos, calciatore uruguaiano
- 16 febbraio - Maurice Alexander, giocatore di football americano statunitense
- 16 febbraio - Rodrigo Aliendro, calciatore argentino
- 16 febbraio - Pavel Barėjša, martellista bielorusso
- 16 febbraio - Mirsad Bektić, artista marziale misto statunitense
- 16 febbraio - YFN Lucci, rapper statunitense
- 16 febbraio - Terrence Boyd, calciatore tedesco
- 16 febbraio - Gonzalo Camargo, ex calciatore uruguaiano
- 16 febbraio - Sergio Canales, calciatore spagnolo
- 16 febbraio - Pierpaolo Ficara, ciclista su strada e mountain biker italiano
- 16 febbraio - Johnny Hall, calciatore samoano
- 16 febbraio - Saddem Hmissi, pallavolista tunisino
- 16 febbraio - Tat'jana Ivanova, slittinista russa
- 16 febbraio - Kalvis Kalnins, karateka lettone
- 16 febbraio - Michael Kessens, cestista svizzero
- 16 febbraio - Scott Kevorken, pallavolista statunitense
- 16 febbraio - Alexandra di Lussemburgo, principessa lussemburghese
- 16 febbraio - Tadeusz Michalik, lottatore polacco
- 16 febbraio - Patrik Nagy, calciatore ungherese
- 16 febbraio - Hugo Nys, tennista francese
- 16 febbraio - Paul Bonifacio Parkinson, pattinatore artistico su ghiaccio canadese
- 16 febbraio - Katarzyna Piter, tennista polacca
- 16 febbraio - Vincent Sasso, calciatore francese
- 16 febbraio - Ben Simons, cestista statunitense
- 16 febbraio - Luis Solignac, calciatore argentino
- 16 febbraio - Darwin Torres, calciatore uruguaiano
- 17 febbraio - Marco D'Alessandro, calciatore italiano
- 17 febbraio - Burak Deniz, attore e modello turco
- 17 febbraio - Tristan Dingomé, calciatore francese
- 17 febbraio - Taylor Gabriel, ex giocatore di football americano statunitense
- 17 febbraio - Regina George, velocista statunitense
- 17 febbraio - Raymix, cantante e compositore messicano
- 17 febbraio - Sjoerd Hoogendoorn, pallavolista olandese
- 17 febbraio - Jonny Mosquera, calciatore colombiano
- 17 febbraio - Riccardo Pinelli, pallavolista italiano
- 17 febbraio - Phil Pressey, ex cestista e allenatore di pallacanestro statunitense
- 17 febbraio - Morane Sandraz, ex sciatrice alpina francese
- 17 febbraio - Ed Sheeran, cantautore e chitarrista britannico
- 17 febbraio - Marvin Sordell, calciatore inglese
- 17 febbraio - Jeremy Allen White, attore statunitense
- 17 febbraio - Bonnie Wright, attrice, modella e regista britannica
- 18 febbraio - Waverly Austin, cestista statunitense
- 18 febbraio - Nicola Bellomo, calciatore italiano
- 18 febbraio - Curtis Blaydes, artista marziale misto statunitense
- 18 febbraio - Geoffrey Franzoni, calciatore francese
- 18 febbraio - Esther Garrel, attrice francese
- 18 febbraio - Maximiliano Giusti, calciatore argentino († 2016)
- 18 febbraio - Jade Hassouné, attore e ballerino libanese
- 18 febbraio - Danielle Hayes, modella neozelandese
- 18 febbraio - Malese Jow, attrice e cantante statunitense
- 18 febbraio - Marek Kaljumäe, calciatore estone
- 18 febbraio - Jurij Kiričenko, taekwondoka russo
- 18 febbraio - Sebastian Neumann, ex calciatore tedesco
- 18 febbraio - Enrico Oetiker, attore italiano
- 18 febbraio - Luciano Ospina, calciatore colombiano
- 18 febbraio - Dion Sims, ex giocatore di football americano statunitense
- 18 febbraio - Daimion Stafford, giocatore di football americano statunitense
- 18 febbraio - Henry Surtees, pilota automobilistico inglese († 2009)
- 18 febbraio - Nikos Ziamparīs, ex calciatore greco
- 19 febbraio - Matteo Appiani, ex rugbista a 15 italiano
- 19 febbraio - Trevor Bayne, pilota automobilistico statunitense
- 19 febbraio - Metehan Başar, lottatore turco
- 19 febbraio - Tomás Berra, calciatore argentino
- 19 febbraio - Fabio Daprelà, calciatore svizzero
- 19 febbraio - Aree Davis, attrice statunitense
- 19 febbraio - Oualid El Hajjam, calciatore marocchino
- 19 febbraio - C.J. Harris, cestista statunitense
- 19 febbraio - Yoeri Havik, pistard e ciclista su strada olandese
- 19 febbraio - Christoph Kramer, ex calciatore tedesco
- 19 febbraio - Constantin Mandricenco, calciatore moldavo
- 19 febbraio - Ethan Mitchell, pistard neozelandese
- 19 febbraio - Anastasija Mysnyk, atleta paralimpica ucraina
- 19 febbraio - Imad Najah, calciatore marocchino
- 19 febbraio - Dasha Nekrasova, attrice, regista e sceneggiatrice bielorussa
- 19 febbraio - Adreian Payne, cestista statunitense († 2022)
- 19 febbraio - Chelsea Poppens, ex cestista statunitense
- 19 febbraio - Zsolt Pölöskei, ex calciatore ungherese
- 19 febbraio - Andrij Slinkin, calciatore ucraino
- 19 febbraio - Aleksandar Stankov, calciatore macedone
- 19 febbraio - Antonio Stankov, calciatore macedone
- 19 febbraio - Kenny van der Weg, ex calciatore olandese
- 20 febbraio - Khalifa Abdullah, calciatore emiratino
- 20 febbraio - Abraham Cabrera, calciatore boliviano
- 20 febbraio - David Davis, calciatore inglese
- 20 febbraio - Hidilyn Diaz, sollevatrice filippina
- 20 febbraio - Aleksander Douglas de Faria, ex calciatore brasiliano
- 20 febbraio - Noussair El Maimouni, calciatore marocchino
- 20 febbraio - Andrew Gemmell, nuotatore statunitense
- 20 febbraio - Robert Gucher, calciatore austriaco
- 20 febbraio - Renato Ibarra, calciatore ecuadoriano
- 20 febbraio - Alexandru Lazăr, calciatore rumeno
- 20 febbraio - Adalberto Lombardo, attore, produttore cinematografico e regista italiano
- 20 febbraio - Amani Makoe, calciatore figiano
- 20 febbraio - Denis Markaj, calciatore kosovaro
- 20 febbraio - Branko Mihajlović, ex calciatore serbo
- 20 febbraio - Peniel Mlapa, calciatore togolese
- 20 febbraio - Wilson Morante, calciatore ecuadoriano
- 20 febbraio - Ashleigh Nelson, velocista britannica
- 20 febbraio - Antonio Pedroza, ex calciatore inglese
- 20 febbraio - Jocelyn Rae, ex tennista britannica
- 20 febbraio - Sally Rooney, scrittrice, poetessa e saggista irlandese
- 20 febbraio - Maksym Sandul, cestista ucraino
- 20 febbraio - Valerija Savinych, tennista russa
- 20 febbraio - Tamás Takács, calciatore ungherese
- 21 febbraio - Joe Alwyn, attore britannico
- 21 febbraio - Eli Babalj, ex calciatore australiano
- 21 febbraio - Sérgio Manuel Costa Carneiro, ex calciatore portoghese
- 21 febbraio - Allday, rapper australiano
- 21 febbraio - Philip Heintz, ex nuotatore tedesco
- 21 febbraio - Ji So-yun, calciatrice sudcoreana
- 21 febbraio - Suppasit Jongcheveevat, attore, cantautore e modello thailandese
- 21 febbraio - Miguel Julio, ex calciatore colombiano
- 21 febbraio - Solar, cantante e attrice sudcoreana
- 21 febbraio - Killian Larson, ex cestista statunitense
- 21 febbraio - Riyad Mahrez, calciatore algerino
- 21 febbraio - Olesja Malašenko, cestista ucraina
- 21 febbraio - Pavel Maslák, velocista ceco
- 21 febbraio - Ashutosh Mehta, calciatore indiano
- 21 febbraio - Yvonne Nauta, pattinatrice di velocità su ghiaccio olandese
- 21 febbraio - Brian Ortega, artista marziale misto statunitense
- 21 febbraio - Matej Podstavek, calciatore slovacco
- 21 febbraio - Rose Reynolds, attrice e cantante britannica
- 21 febbraio - Mathias Rundgreen, fondista norvegese
- 21 febbraio - Petar Slišković, ex calciatore croato
- 21 febbraio - Manfred Starke, calciatore namibiano
- 21 febbraio - Markel Starks, cestista statunitense
- 21 febbraio - Jens Stryger Larsen, calciatore danese
- 21 febbraio - Henri Toivomäki, ex calciatore finlandese
- 21 febbraio - Brandon Triche, cestista statunitense
- 21 febbraio - Andreas Vasilogiannīs, calciatore greco
- 21 febbraio - Jaime Vásquez, calciatore peruviano
- 21 febbraio - Molla Wague, calciatore francese
- 21 febbraio - Jaílson Araújo, calciatore brasiliano
- 21 febbraio - Aleksandra Štan'ko, cestista russa
- 22 febbraio - Andreas Andersson, calciatore svedese
- 22 febbraio - Leandro Barrera, calciatore argentino
- 22 febbraio - Rebecca Cheptegei, mezzofondista e maratoneta ugandese († 2024)
- 22 febbraio - Frank Fabra, calciatore colombiano
- 22 febbraio - Reid Fragel, giocatore di football americano statunitense
- 22 febbraio - Taylor Hart, giocatore di football americano statunitense
- 22 febbraio - Andrej Kuznecov, tennista e allenatore di tennis russo
- 22 febbraio - Tobias Ludvigsson, ex ciclista su strada e ex mountain biker svedese
- 22 febbraio - Khalil Mack, giocatore di football americano statunitense
- 22 febbraio - Luca Morisi, rugbista a 15 italiano
- 22 febbraio - Pat O'Donnell, giocatore di football americano statunitense
- 22 febbraio - Kervin Piñerúa, pallavolista venezuelano († 2016)
- 22 febbraio - Dejan Polovina, giocatore di football americano serbo
- 22 febbraio - Gastón Sirino, calciatore uruguaiano
- 22 febbraio - Rebecca Spencer, calciatrice giamaicana
- 22 febbraio - Robin Stjernberg, cantante svedese
- 22 febbraio - Maja Tokarska, pallavolista polacca
- 22 febbraio - Maximiliano Urruti, calciatore argentino
- 23 febbraio - Nooh Al-Mousa, calciatore saudita
- 23 febbraio - Inés Aldea, attrice e ballerina spagnola
- 23 febbraio - Gerso Fernandes, calciatore guineense
- 23 febbraio - Jakub Hora, calciatore ceco
- 23 febbraio - Marwan Kabha, calciatore israeliano
- 23 febbraio - Elisa Lancellotti, pallavolista italiana
- 23 febbraio - Jean-David Legrand, calciatore francese
- 23 febbraio - Fabrice Picault, calciatore statunitense
- 23 febbraio - Matej Podlogar, ex calciatore sloveno
- 23 febbraio - Patrycja Polak, pallavolista polacca
- 23 febbraio - Kévin Rimane, calciatore francese
- 23 febbraio - Macarena Rosset, cestista argentina
- 23 febbraio - Yoshua St. Juste, giocatore di calcio a 5 olandese
- 23 febbraio - Shamarko Thomas, giocatore di football americano statunitense
- 23 febbraio - Kevin Tumba, cestista della Repubblica Democratica del Congo
- 23 febbraio - Ovidijus Varanauskas, cestista lituano
- 23 febbraio - Hrvoje Vučić, cestista croato
- 24 febbraio - Ahmed Merza, calciatore bahreinita
- 24 febbraio - Nicolas Benezet, calciatore francese
- 24 febbraio - Francisco Carabalí, calciatore venezuelano
- 24 febbraio - Nicola Del Freo, danzatore italiano
- 24 febbraio - Emily DiDonato, supermodella statunitense
- 24 febbraio - Tim Erixon, hockeista su ghiaccio svedese
- 24 febbraio - Melissa Hoskins, pistard e ciclista su strada australiana († 2023)
- 24 febbraio - Madison Hubbell, danzatrice su ghiaccio statunitense
- 24 febbraio - Henrik Ingebrigtsen, mezzofondista norvegese
- 24 febbraio - O'Shea Jackson Jr., attore e rapper statunitense
- 24 febbraio - Christian Kabasele, calciatore belga
- 24 febbraio - Semih Kaya, ex calciatore turco
- 24 febbraio - Emerson Marcelina, calciatore brasiliano
- 24 febbraio - Na Hye-mi, attrice sudcoreana
- 24 febbraio - Mitja Nikolić, cestista sloveno
- 24 febbraio - Markus Pink, calciatore austriaco
- 24 febbraio - Diego Sevillano, calciatore argentino
- 24 febbraio - Nemanja Ubović, pallanuotista serbo
- 24 febbraio - Jerónimo de la Fuente, rugbista a 15 argentino
- 25 febbraio - Debora Agreiter, ex fondista italiana
- 25 febbraio - Arnor Angeli, ex calciatore belga
- 25 febbraio - Chad Barson, ex calciatore statunitense
- 25 febbraio - Nahir Besara, calciatore svedese
- 25 febbraio - Kyle Dake, lottatore statunitense
- 25 febbraio - Ashleigh Gentle, triatleta australiana
- 25 febbraio - Denzil Haoseb, calciatore namibiano
- 25 febbraio - Gerran Howell, attore e doppiatore britannico
- 25 febbraio - Kristie Mewis, calciatrice statunitense
- 25 febbraio - Carmen Miloglav, cestista croata
- 25 febbraio - Emil Nessjøen, giocatore di calcio a 5 e ex calciatore norvegese
- 25 febbraio - Tony Oller, attore e cantautore statunitense
- 25 febbraio - Terell Parks, cestista statunitense
- 25 febbraio - Samuel Rosa Gonçalves, calciatore brasiliano
- 25 febbraio - Nicholas Siega, calciatore italiano
- 25 febbraio - Lucio Spadaro, nuotatore italiano
- 25 febbraio - Shamar Stephen, giocatore di football americano statunitense
- 25 febbraio - Adrien Tambay, pilota automobilistico francese
- 25 febbraio - Ben Fero, rapper tedesco
- 25 febbraio - Rasa Žukauskaitė, modella lituana
- 25 febbraio - Lincoln Zvasiya, calciatore zimbabwese
- 25 febbraio - Ricardo Jorge dos Santos Dias, calciatore portoghese
- 26 febbraio - Calum Butcher, calciatore inglese
- 26 febbraio - Ryan Carrethers, giocatore di football americano statunitense
- 26 febbraio - Chandler Catanzaro, giocatore di football americano statunitense
- 26 febbraio - Luca Catellani, pallavolista italiano
- 26 febbraio - Rhyan Grant, calciatore australiano
- 26 febbraio - Sergio Guzmán, tuffatore messicano
- 26 febbraio - Carlos Layoy, altista argentino
- 26 febbraio - CL, rapper e cantautrice sudcoreana
- 26 febbraio - Caitlin Leverenz, ex nuotatrice statunitense
- 26 febbraio - Max Lloyd-Jones, attore britannico
- 26 febbraio - Thierry Moutinho, calciatore svizzero
- 26 febbraio - Kevin Plawecki, giocatore di baseball statunitense
- 26 febbraio - Elisabetta Priante, giocatrice di squash italiana
- 26 febbraio - Emanuela Rei, attrice e cantante italiana
- 26 febbraio - Björn Bergmann Sigurðarson, ex calciatore islandese
- 26 febbraio - Oleksandr Skljar, calciatore ucraino
- 26 febbraio - Anton Tinnerholm, ex calciatore svedese
- 26 febbraio - Henk Veerman, calciatore olandese
- 27 febbraio - Jenny Boyd, attrice inglese
- 27 febbraio - Sam Brand, ciclista su strada britannico
- 27 febbraio - Daniel Buitrago, calciatore colombiano
- 27 febbraio - Juan David Cabezas, calciatore colombiano
- 27 febbraio - Gregor Deschwanden, saltatore con gli sci svizzero
- 27 febbraio - Antone Exum, giocatore di football americano statunitense
- 27 febbraio - Michael Felderer, hockeista su ghiaccio italiano
- 27 febbraio - Leandro Gelpi, calciatore uruguaiano
- 27 febbraio - Eddie Hernández, calciatore honduregno
- 27 febbraio - Hiroshi Ibusuki, calciatore giapponese
- 27 febbraio - Donneil Moukanza, ex calciatore francese
- 27 febbraio - Otávio Pinto, pallavolista brasiliano
- 27 febbraio - Misako Renbutsu, attrice giapponese
- 27 febbraio - Sean Strickland, artista marziale misto statunitense
- 27 febbraio - David Texeira, calciatore uruguaiano
- 27 febbraio - Andrea Toniato, ex nuotatore italiano
- 27 febbraio - Andrea Valeri, chitarrista, compositore e produttore discografico italiano
- 27 febbraio - Bigna Windmüller, ex saltatrice con gli sci svizzera
- 27 febbraio - Giovanna Winterfeldt, doppiatrice e cantante tedesca
- 27 febbraio - Carmela Zumbado, attrice statunitense
- 28 febbraio - Romaissa Belabiod, lunghista algerina
- 28 febbraio - Sarah Bolger, attrice irlandese
- 28 febbraio - Devin Booker, cestista statunitense
- 28 febbraio - Stefano Cincotta, ex calciatore guatemalteco
- 28 febbraio - Maxie Esho, cestista statunitense
- 28 febbraio - Khalid bin Mohsen Shaari, saudita
- 28 febbraio - Kevin King, tennista statunitense
- 28 febbraio - Erick Rizo, calciatore cubano
- 28 febbraio - Dine Suzette, calciatore seychellese
- 28 febbraio - Medea Verde, pallanuotista e ex nuotatrice italiana
- 28 febbraio - Ronalds Ķēniņš, hockeista su ghiaccio lettone